# Hemoglobina
La hemoglobina es una hemoproteína de la sangre de masa molecular de 64 000 g/mol (64 kDa) y de color rojo característico. Transporta oxígeno gaseoso, desde los órganos respiratorios hasta los tejidos y dióxido de carbono en un 20-30 % desde los tejidos hasta los pulmones que lo eliminan. También participa en la regulación de pH de la sangre, en vertebrados y algunos invertebrados.
La hemoglobina es una proteína de  estructura cuaternaria, que consta de cuatro subunidades. Esta proteína forma parte de la familia de las hemoproteínas, ya que posee 1 grupo hemo en cada subunidad.

## Investigación histórica

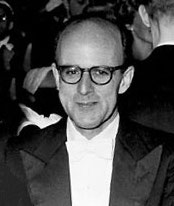
Max Perutz, uno de los padres fundadores de la biología molecular.

En 1824, J.F. Engelhard descubrió que la relación del hierro con la proteína era idéntica en las hemoglobinas de varias especies. A partir de la masa atómica conocida del hierro calculó la masa molecular de la hemoglobina como n × 16 000 (n = número de átomos de hierro por molécula de hemoglobina, que ahora se sabe que es 4), la primera determinación de la masa molecular de una proteína. Esta "conclusión apresurada" causó mucha burla en el momento entre los científicos que no podían creer que ninguna molécula pudiera ser tan grande.  Gilbert Smithson Adair confirmó los resultados de Engelhard en 1925 midiendo la presión osmótica de las disoluciones de hemoglobina.
La proteína hemoglobina que transporta el dioxígeno fue descubierta en 1840 por el médico y químico alemán Friedrich Ludwig Hünefeld (1799-1882). En 1851, El fisiólogo alemán Otto Funke publicó una serie de artículos en los que describía el crecimiento de los cristales de hemoglobina mediante la dilución sucesiva de glóbulos rojos con un disolvente —agua pura, alcohol o éter—, seguida de la evaporación lenta del disolvente de la solución. La oxigenación reversible de la hemoglobina fue descrita unos años más tarde por Felix Hoppe-Seyler.
En 1959, Max Perutz determinó la estructura molecular de la mioglobina (similar a la hemoglobina) por cristalografía de rayos X. Este trabajo le supuso la concesión del Premio Nobel de Química de 1962, compartido con John Kendrew.
El papel de la hemoglobina en la sangre fue dilucidado por el fisiólogo francés Claude Bernard.
El nombre de la hemoglobina deriva de las palabras heme y globina, lo que refleja el hecho de que cada subunidad de hemoglobina es una proteína globular con un grupo hemo incrustado. Cada grupo hemo contiene un átomo de hierro, que puede unirse a una molécula de dioxígeno a través de fuerzas dipolares iónicas inducidas. El tipo más común de la hemoglobina en los mamíferos contiene cuatro de tales subunidades.

## Estructura

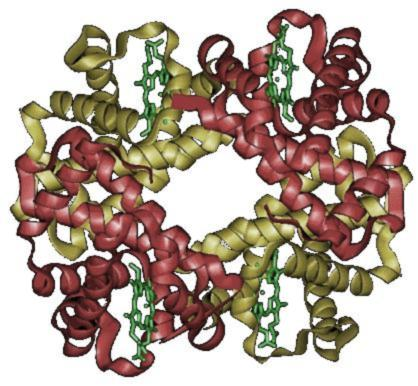
Hemoglobina.

Grupo Hemo de la hemoglobina. Un átomo de hierro (Fe) en el centro aparece en rojo, formando complejo con cuatro átomos de nitrógeno interiores que aparecen en azul.

La forman cuatro cadenas polipeptídicas (globinas) a cada una de las cuales se une un grupo hemo, cuyo átomo de hierro es capaz de unir de forma reversible una molécula de dioxígeno. Es decir, la molécula de O2 se combina de forma laxa y reversible con la porción hemo de la hemoglobina. El grupo hemo está formado por:
1. Unión del succinil-CoA (formado en ciclo de Krebs o ciclo del ácido cítrico) al aminoácido glicina formando un grupo pirrol.
2. Cuatro grupos pirrol se unen formando la protoporfirina IX.
3. La protoporfirina IX se une a un ion ferroso (Fe2+) formando el grupo hemo.

La hemoglobina es una proteína tetrámera que consta de cuatro cadenas polipeptídicas con estructura primaria (secuencia) diferente. La hemoglobina presente en los adultos (HbA) tiene dos cadenas α y dos cadenas β. La cadena α consta de 141 aminoácidos y una secuencia específica, mientras que la cadena β consiste de 146 aminoácidos con una secuencia diferente. A su vez estas cadenas son codificadas por genes diferentes. Las cadenas δ y γ de otros tipos de hemoglobina humana, como la hemoglobina fetal (HbF), son muy similares a la cadena β. La estructura tetrámera de los tipos comunes de hemoglobina humana son las siguientes: HbA1 tiene α2β2, HbF tiene α2γ2 y HbA2 (tipo menos común en los adultos) tiene α2δ2.
Las cadenas α y β de la hemoglobina tienen un 75 % de hélices alfa como estructura secundaria, con 7 y 8 segmentos respectivamente. Cada cadena polipeptídica de la hemoglobina está unida a un grupo hemo para formar una subunidad. Las cuatro subunidades de la hemoglobina en su estructura cuaternaria forman un tetraedro. Y sus subunidades se unen entre ellas por puentes de sal, que estabilizan su estructura.
El grupo hemo está localizado en una cavidad entre dos hélices de la cadena de la globina y a su vez está protegido por un residuo de valina. Los grupos vinilo no polares del grupo hemo se encuentran en el interior hidrofóbico de la cavidad, mientras que los grupos porfirina polares cargados se encuentran orientados hacia la superficie hidrofílica de la subunidad.
El átomo de hierro se encuentra en el centro del anillo de porfirina y tiene seis valencias. El hierro está unido al nitrógeno de los cuatro anillos de pirol por cuatro de sus valencias, su quinta valencia se une al nitrógeno de la histidina proximal y la sexta está ocupada por la histidina distal o por dioxígeno.
Se puede estudiar las propiedades del enlace entre el dioxígeno y la hemoglobina a partir de la curva de enlace del dioxígeno, la cual presenta la saturación fraccional, respecto a la concentración del mismo. La saturación fraccional, Y, se define como el número de sitios de enlace saturados con dioxígeno respecto al número total de sitios de enlace posibles en una molécula de hemoglobina. El valor de Y puede ir desde 0 (todos los sitios de enlace están sin dioxígeno) hasta 1 (todos los sitios de enlace están enlazados con dioxígeno). La concentración de dioxígeno se mide en presión parcial, pO2.
La curva de enlace de la hemoglobina es sigmoidea. Esta forma de la curva sugiere que el enlace del dioxígeno a un sitio de enlace, aumenta la probabilidad de que se enlace otro dioxígeno a un sitio de enlace vacío. Asimismo, la liberación de dioxígeno de un sitio de enlace facilita la liberación de dioxígeno de otros sitios de enlace. A este comportamiento se le llama cooperativo, porque las reacciones de enlace en sitios de enlace individuales en cada molécula de hemoglobina están relacionadas e influyen directamente en las reacciones de enlace de los otros sitios de enlace de cada molécula.
El comportamiento cooperativo de la hemoglobina es indispensable para un transporte eficiente del dioxígeno dentro del cuerpo. En los pulmones, la hemoglobina se satura en un 98 % de dioxígeno. Esto quiere decir que un 98 % de los sitios de enlace de cada molécula de hemoglobina están enlazados a una molécula de dioxígeno. Al movilizarse la hemoglobina por la sangre, libera el dioxígeno a las células, y su nivel de saturación se reduce a un 32 %. Esto quiere decir que un 66 % (98 % − 32 % = 66 %) de los sitios de enlace de la hemoglobina contribuyen al transporte y descarga de dioxígeno. Si una proteína que no presenta un comportamiento de enlace cooperativo, realiza el mismo trabajo que la hemoglobina, su eficiencia se verá reducida notablemente, por ejemplo la mioglobina tiene una eficiencia del 7 %.
La presión a la cual la hemoglobina se encuentra saturada en un 50 % (p50) muestra la afinidad de distintos tipos de hemoglobina respecto al dioxígeno. En la HbA (hemoglobina adulta), la p50 es a 26 mmHg, mientras que la HbF (hemoglobina fetal) tiene el p50 a 20 mmHg. Esta diferencia en la afinidad relativa por el O2 permite a la HbF extraer dioxígeno de la HbA de la sangre placentaria de la madre para que el feto la utilice. Después del nacimiento, la HbF es reemplazada por la HbA.
El comportamiento de enlace cooperativo de la hemoglobina con el O2 requiere que el enlace del dioxígeno en un sitio de enlace en el tetrámero de la hemoglobina influya en los otros sitios de enlace dentro de la misma molécula. Estos cambios se evidencian en su estructura cuaternaria. Los dímeros α1β1 y α2β2 rotan aproximadamente 15 grados el uno respecto al otro.
La estructura cuaternaria observada en el estado desoxigenado de la hemoglobina se conoce como el estado T (tenso), ya que las interacciones entre sus subunidades son fuertes. Mientras que la estructura de la hemoglobina completamente oxigenada, oxihemoglobina, es conocida como el estado R (relajado), ya que las interacciones entre sus subunidades se encuentran debilitadas (o relajadas). Al desencadenar el paso del estado T al estado R, el enlace de una molécula de dioxígeno aumenta la afinidad de otros sitios de enlace.
Se puede explicar la cooperatividad de la hemoglobina a partir de distintos modelos. Se han desarrollado 2 modelos diferentes. El modelo concertado (Modelo MWC) explica que la hemoglobina tiene únicamente 2 formas: el estado T y el estado R. Al enlazarse con un ligando, el equilibrio cambia entre estos 2 estados. La desoxihemoglobina se considera en estado T. Pero al enlazarse una molécula de dioxígeno, el estado R está muy favorecido. En este estado se favorece fuertemente el enlace de más moléculas de dioxígeno. En este modelo, cada tetrámero puede existir exclusivamente en dos estados (T o R). En cambio el modelo secuencial explica que la unión de un dioxígeno a la hemoglobina favorece la unión de más dioxígenos, pero no significa un cambio total del estado T al estado R.

## Oxihemoglobina

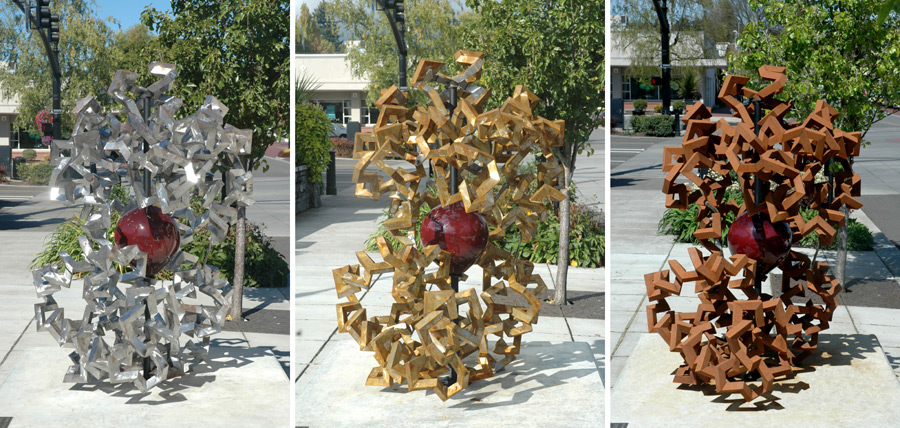
El artista Julian Vos-Andreae creó en 2005 una escultura denominada Corazón de Acero (Heart of Steel) basada en la estructura central de la proteína. Esta escultura está hecha de vidrio y acero corten. La oxidación intencional de una obra inicialmente brillante refleja la reacción química fundamental del dioxígeno enlazado al hierro en la hemoglobina. Las imágenes muestran la escultura de 1,6 metros de altura inmediatamente después de su instalación, luego de 10 días y después de varios meses de exposición al ambiente.

Cuando la hemoglobina tiene unido dioxígeno se denomina oxihemoglobina o hemoglobina oxigenada, dando el aspecto rojo o escarlata intenso característico de la sangre arterial. Cuando pierde el oxígeno, se denomina desoxihemoglobina o hemoglobina reducida, y presenta el color rojo oscuro de la sangre venosa (se manifiesta clínicamente por cianosis).
- Reacción paso a paso:

{\displaystyle \mathrm {Hb+O_{2}\leftrightarrow HbO_{2}} }
{\displaystyle \mathrm {HbO_{2}+O_{2}\leftrightarrow Hb(O_{2})_{2}} }
{\displaystyle \mathrm {Hb(O_{2})_{2}+O_{2}\leftrightarrow Hb(O_{2})_{3}} }
{\displaystyle \mathrm {Hb(O_{2})_{3}+O_{2}\leftrightarrow Hb(O_{2})_{4}} }
- Reacción total:

{\displaystyle \mathrm {Hb+4\ O_{2}\rightarrow Hb(O_{2})_{4}} }

## Efectores alostéricos: 2,3-bisfosfoglicerato
En las células rojas es crucial la presencia del 2,3-bisfosfoglicerato, ya que este determina la afinidad de la hemoglobina con el dioxígeno. Para que la hemoglobina funcione eficientemente, el estado T debe permanecer estable hasta que la unión de suficientes dioxígenos permita la transición al estado R. El estado T es muy inestable; esto desplaza el equilibrio hacia el estado R. Esto resultaría en una baja liberación de dioxígeno en los tejidos. Por lo tanto es necesario un mecanismo adicional para estabilizar el estado T. Este mecanismo se descubrió a partir de la comparación de la afinidad con el dioxígeno de la hemoglobina en un estado puro y en las células rojas. Se encontró que en un estado puro la hemoglobina se enlaza fuertemente al dioxígeno, dificultando su liberación, mientras que en las células rojas su afinidad es menor. Esta diferencia se debe a la presencia del 2,3-bisfosfoglicerato (2,3-BPG). Este compuesto está presente en las células rojas de la sangre a una concentración igual a la concentración de hemoglobina (~ 2 mM).
El 2,3-BPG se enlaza al centro del tetrámero, en un ‘bolsillo’ que solo está presente en el estado T. En la transición de T a R, este ‘bolsillo’ colapsa y se libera el 2,3-BPG. Para que esto suceda los enlaces entre la hemoglobina y el 2,3-BPG se deben romper, y a su vez cuando este compuesto está presente se necesitan mayores enlaces de dioxígeno con la hemoglobina, para que ésta cambie su forma de T a R. Por lo tanto la hemoglobina se mantiene en su estado T de baja afinidad hasta que alcance un medio con altas concentraciones de dioxígeno. Debido a esto se le llama al compuesto 2,3-BPG efector alostérico. La regulación por parte de una molécula estructuralmente diferente al O2 es posible gracias al enlace del efector alostérico en un sitio completamente distinto a los sitios de enlace del dioxígeno en la hemoglobina.

## Efecto Bohr
El aumento de oxigenación de la hemoglobina en los pulmones y la rápida liberación de dioxígeno en los tejidos gracias a los efectos del pH y la presión parcial del dióxido de carbono, pCO2, es conocido como el efecto Bohr. Los tejidos de metabolización rápida, como el músculo durante la contracción, generan grandes cantidades de iones de hidrógeno y dióxido de carbono. Para liberar dioxígeno donde es más necesario, la hemoglobina ha evolucionado para responder a las concentraciones de estas dos sustancias. Al igual que el 2,3-BPG, los iones de hidrógeno y el dióxido de carbono son efectores alostéricos de la hemoglobina que se unen a sitios distintos a los sitios de enlace del dioxígeno.
La afinidad de la hemoglobina respecto al dioxígeno disminuye, al bajar el valor del pH de 7,4. Por lo tanto, cuando la hemoglobina se mueve hacia la región con menor pH, tiende a liberar más dioxígeno. Por ejemplo, el transporte desde los pulmones, con pH de 7,4 y un pO2 de 100 torr, hacia el músculo activo, con un pH de 7,2 y una presión de dioxígeno parcial del 20 torr, resulta en la liberación de un 77 % del total de dioxígeno que lleva una molécula de hemoglobina. Mientras que en el caso de no encontrarse ningún cambio de pH o de la pO2 se liberaría solo un 66 % del total de dioxígeno de la hemoglobina.
En el metabolismo aeróbico en los tejidos, el CO2 liberado y la pCO2 aumentan con un incremento simultáneo de iones H+. El pH de los tejidos se reduce debido a la formación de ácidos metabólicos como el ácido carbónico y láctico. A pH bajo la afinidad de la hemoglobina hacia el dioxígeno se reduce y aumenta la velocidad de disociación del dioxígeno de la oxihemoglobina en los tejidos. La condición inversa prevalece en los pulmones, donde pCO2 es baja y el pH es alto, por lo tanto, la afinidad de la hemoglobina para unirse con O2 aumenta. Al enlazarse con el primer dioxígeno, la hemoglobina sufre cambios conformacionales y pasa del estado T al R, aumentando así la cooperatividad.
La hemoglobina se enlaza al dióxido de carbono en los tejidos después de liberar dioxígeno, y transporta el 15 % del total de CO2 transportado en la sangre. También tiene una función como tampón químico, ya que se enlaza a dos protones por cada cuatro moléculas de dioxígeno liberadas, por lo tanto contribuye al mantenimiento de un pH constante en la sangre.

## Importancia biomédica
Todas las condiciones fisiológicas y clínicas asociadas con falta de dioxígeno estimulan la producción de 2,3-BPG en los eritrocitos, lo cual resulta en un aumento de liberación de dioxígeno de la hemoglobina.
- Hipoxia: en un estado hipóxico, la concentración de 2,3-BPG en las células rojas es elevada, debido a un aumento en la glucólisis. Este es un ejemplo de la adaptación a la hipoxia por parte del cuerpo.
- Anemia: es una condición clínica asociada con una disminución del nivel de hemoglobina en la sangre. Esto genera un suministro pobre de dioxígeno a los tejidos. En la anemia, la concentración de 2,3-BPG en las células rojas es elevada, aumentando la liberación de dioxígeno.
- Adaptación a altura: las personas que viven en regiones de gran altitud, donde la concentración de dioxígeno es baja, el cuerpo realiza varios cambios fisiológicos para adaptarse a estas condiciones. Estos cambios incluyen hiperventilación, policitemia y un aumento en la producción de 2,3-BPG en los eritrocitos.

## Tipos de hemoglobina
- Hemoglobina A o HbA, también llamada hemoglobina del adulto o hemoglobina normal, representa aproximadamente el 97 % de la hemoglobina en el adulto. Está formada por dos globinas alfa y dos globinas beta.
- Hemoglobina A2: representa menos del 2,5 % de la hemoglobina después del nacimiento. Está formada por dos globinas alfa y dos globinas delta. Sufre un aumento marcado en la beta-talasemia, al no poderse sintetizar globinas beta.
- Hemoglobina S: hemoglobina alterada genéticamente y presente en la anemia de células falciformes. Afecta predominantemente a la población afroamericana y amerindia.
- Hemoglobina F: hemoglobina fetal: formada por dos globinas alfa y dos globinas gamma. Tras el nacimiento desciende la síntesis de globinas gamma y aumenta la producción de globinas beta.
- Oxihemoglobina: representa la hemoglobina que posee unido dioxígeno (Hb+O2)
- Metahemoglobina: hemoglobina cuyo grupo hemo tiene el hierro en estado férrico, Fe(III) (es decir, oxidado). Este tipo de hemoglobina no puede unir dioxígeno. Se produce por una enfermedad congénita en la cual hay deficiencia de metahemoglobina reductasa, enzima encargada de mantener el hierro como Fe(II). La metahemoglobina también se puede producir por intoxicación de nitritos.
- Carbaminohemoglobina: se refiere a la hemoglobina que ha unido dióxido de carbono, CO2, después del intercambio gaseoso entre los glóbulos rojos y los tejidos (Hb+CO2).
- Carboxihemoglobina: hemoglobina resultante de la unión con el monóxido de carbono, CO. Es letal en grandes concentraciones (40 %). El CO presenta una afinidad 210 veces mayor que el dioxígeno por la hemoglobina, por lo que desplaza a este fácilmente y produce hipoxia tisular, pero con una coloración cutánea normal (produce coloración sanguínea fuertemente roja) (Hb+CO).
- Hemoglobina glicada: aunque se encuentra normalmente presente en sangre en baja cantidad, en patologías como la diabetes se ve aumentada. Es el resultado de la unión de la hemoglobina con glucosa u otros carbohidratos libres.

También hay hemoglobinas de los tipos: Gower 1, Gower 2 y Portland. Estas solo están presentes en el embrión.

## Valores de referencia
Los valores de referencia varían de acuerdo a cada laboratorio clínico y por eso se especifican al solicitar la prueba. Dependen de la ubicación del mismo, específicamente de la altitud, de la calidad de las técnicas usadas, etc.
| Sexo   | Hemoglobina mínimo | Hemoglobina máximo | Hematocrito mínimo | Hematocrito máximo |
| ------ | ------------------ | ------------------ | ------------------ | ------------------ |
| Hombre | 13,8 g/dL          | 18 g/dl            | 42 %               | 52 %               |
| Mujer  | 12,1 g/dL          | 15,1 g/dl          | 36 %               | 48 %               |